# Мамина вишня (альбом)
«Мамина вишня» — альбом і одойменна пісня Раїси Кириченко. Компакт-касета видана у 2001 році.
У родинній садибі Раїси Кириченко також створено однойменний меморіальний музей.

## Список пісень
1. Мамина пісня
2. Моя Україна
3. Білий кінь
4. Мамині руки
5. Осінь золота
6. Бабине літо
7. Сповідаюсь тобі
8. Мамина вишня[2] (муз. Анатолій Пашкевич, сл. Дмитро Луценко)
9. Святий вечір
10. Чого ти, калино
11. Не та ружа
12. Диво всепрощенної любові
13. А що мені, мамо
14. Стремено

## Цікаві факти
- У 1988, лейблом «Oriana» в Канаді було записано і видано однойменний альбом Черкаського ансамблю пісні і танцю, учасницею якого була Раїса Кириченко. Пісня «Мамина вишня» в тому альбомі звучала у виконанні дуету солісток Ольги Павловської та Євгенії Крикун (Раїса Кириченко хотіла бути першою виконавицею цієї пісні[3][4]), а у виконанні солістки Раїси Кириченко звучать пісні «Ой, гарна я, гарна», «Пісня про Хліб», «Дума про Землю» (у дуеті з Ольгою Павловською). Більшої популярності пісня «Мамина вишня» набула у виконанні саме Раїси Кириченко[5][6]. Закордоном пісня також відома у виконанні Наталії Сулаєвої[7].